# ديزيري بورجوا
ديزيديريوز فيكتور بورجوا الشهير باسم ديزيري بورجوا (13 ديسمبر 1908 - تاريخ الوفاة غير معلوم) لاعب كرة قدم بلجيكي راحل كان يجيد اللعب في خط الوسط.
لعب طوال مسيرته الرياضية في نادي مالينوا (1926-1938).
مثل منتخب بلجيكا في 11 مباراة (1931-1937). شارك مع منتخب بلجيكا في بطولة كأس العالم 1934 في إيطاليا حيث خرج من الدور الثمن النهائي.

## وصلات خارجية
- ديزيري بورجوا على موقع الاتحاد الدولي (مؤرشف)  (الإنجليزية)
- ديزيري بورجوا على موقع الاتحاد البلجيكي (الإنجليزية)
- ديزيري بورجوا على موقع قاعدة بيانات كرة القدم.إي يو (الإنجليزية)
- ديزيري بورجوا على موقع ناشيونال فوتبول تيمز (الإنجليزية)
- ديزيري بورجوا على موقع Soccerway.com (الإنجليزية)
- ديزيري بورجوا على موقع عالم كرة القدم.نت (الإنجليزية)

- سيرة ذاتية